# Wicked Game (singolo Chris Isaak)
Wicked Game è un singolo del cantautore statunitense Chris Isaak, pubblicato nel 1989 e estratto dall'album Heart Shaped World.

## Videoclip
Per la canzone, sono stati prodotti due differenti video. Il più famoso dei quali è stato diretto da Herb Ritts e girato in bianco e nero alle Hawaii; in esso compaiono lo stesso Isaak e la top model danese Helena Christensen.
Una versione alternativa del videoclip venne commissionata per la distribuzione home video del film Cuore selvaggio diretta da David Lynch. Il video include scene dal film di Lula e Sailor, interpretati rispettivamente da Laura Dern e Nicolas Cage, intervallate da riprese in bianco e nero di Isaak e la sua band mentre eseguono la canzone.

## Cover
Del brano sono state eseguite negli anni numerose cover, tra queste: nel 1996 dal cantante e produttore Mark Kramer, nel 1998 dal gruppo gothic metal finlandese HIM, nel 2011 dal gruppo crossover classico Il Divo, nel 2010 dal gruppo tedesco Tangerine Dream, nel 2012 dalla cantautrice irlandese Gemma Hayes, nel 2013 dalla cantautrice statunitense Pink durante il The Truth About Love Tour, nel 2016 dal gruppo statunitense Stone Sour, nel 2017 dalla melodic death metal band svedese In Flames, nel 2018 dalla epic metal band americana Virgin Steele, nel 2021 dal cantautore italiano Zucchero nel suo album Discover, nel 2022 dal duo pop norvegese Marcus & Martinus, nel 2023 dal duo hard rock statunitense Tenacious D e nello stesso anno (dal vivo) dal cantautore milanese PON¥.

## Il brano nel cinema
- Delitto al Central Park (The Preppie Murder), diretto da John Herzfeld (1989)
- Cuore selvaggio (Wild at Heart), diretto da David Lynch (1990)
- Friends – serie TV, episodio 2x15 (1996)
- The Family Man, diretto da Brett Ratner (2000)
- Il genio della truffa (Matchstick Men), diretto da Ridley Scott (2003)
- Jumanji: The Next Level, diretto da Jake Kasdan (2019)
- Lucifer – serie TV, episodio 5x10 (2021)
- Beverly Hills 90210 - serie TV, episodio 2x08, Fuoco Greco (1991)